# Randall Munroe
Randall Patrick Munroe (ur. 17 października 1984 w Easton) – amerykański rysownik komiksów, autor i twórca komiksu xkcd. Po opuszczeniu NASA, w której był programistą i robotykiem, został zawodowym rysownikiem komiksów internetowych.

## Młodość
Munroe urodził się w Easton w stanie Pensylwania jako syn inżyniera. Ma młodszą siostrę i brata. Został wychowany jako kwakier. Był fanem komiksów w gazetach od najmłodszych lat, zaczynając od Calvin i Hobbes. Po ukończeniu w Chesterfield County Mathematics and Science High School w Clover Hill, ukończył w 2006 roku Uniwersytet im. Christophera Newporta ze stopniem z fizyki.

## Kariera

### NASA
Munroe pracował jako programista kontraktowy i robotyk dla NASA w Langley Research Center przed i po ukończeniu studiów. W październiku 2006 r. NASA nie odnowiła z nim umowy i przeniósł się do Bostonu, aby rozpocząć tworzenie xkcd w pełnym wymiarze czasu.

### Komiks internetowy

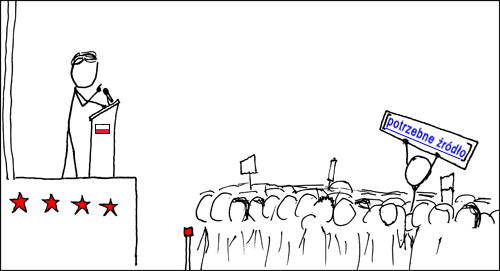
Wikipedian Protester, xkcd, Randall Munroe

xkcd jest przede wszystkim komiksem z ludzikami z kresek z motywami informatyki, technologii, matematyki, nauki, filozofii, języka, popkultury i romansu.
Munroe zarejestrował nazwę domeny, ale pozostawił ją pustą, do momentu kiedy zaczął publikować swoje rysunki we wrześniu 2005. Komiks szybko stał się bardzo popularny, uzyskując do października 2007 r. do 70 milionów wyświetleń w miesiącu.
Munroe zarabia sprzedając towary związane z xkcd, głównie t-shirty. xkcd jest licencjonowany na Creative Commons – niekomercyjne 2.5, Munroe twierdzi, że nie chodzi tylko o wolny ruch kultury, ale również o dobry biznes. W 2010 roku wydał kolekcję komiksów. Przemawiał też na różnych wykładach, m.in. w Googleplex w Google w Mountain View w Kalifornii, czy na TED w 2014.
Popularność komiksu wśród fanów science fiction sprawiła, że Munroe został nominowany przez fanów do nagrody Hugo dla najlepszego artysty w 2011 roku i ponownie w 2012 roku. W roku 2014 wygrał Nagrodę Hugo dla najlepszej opowieści graficznej za komiks Czas (Time).

### Inne projekty

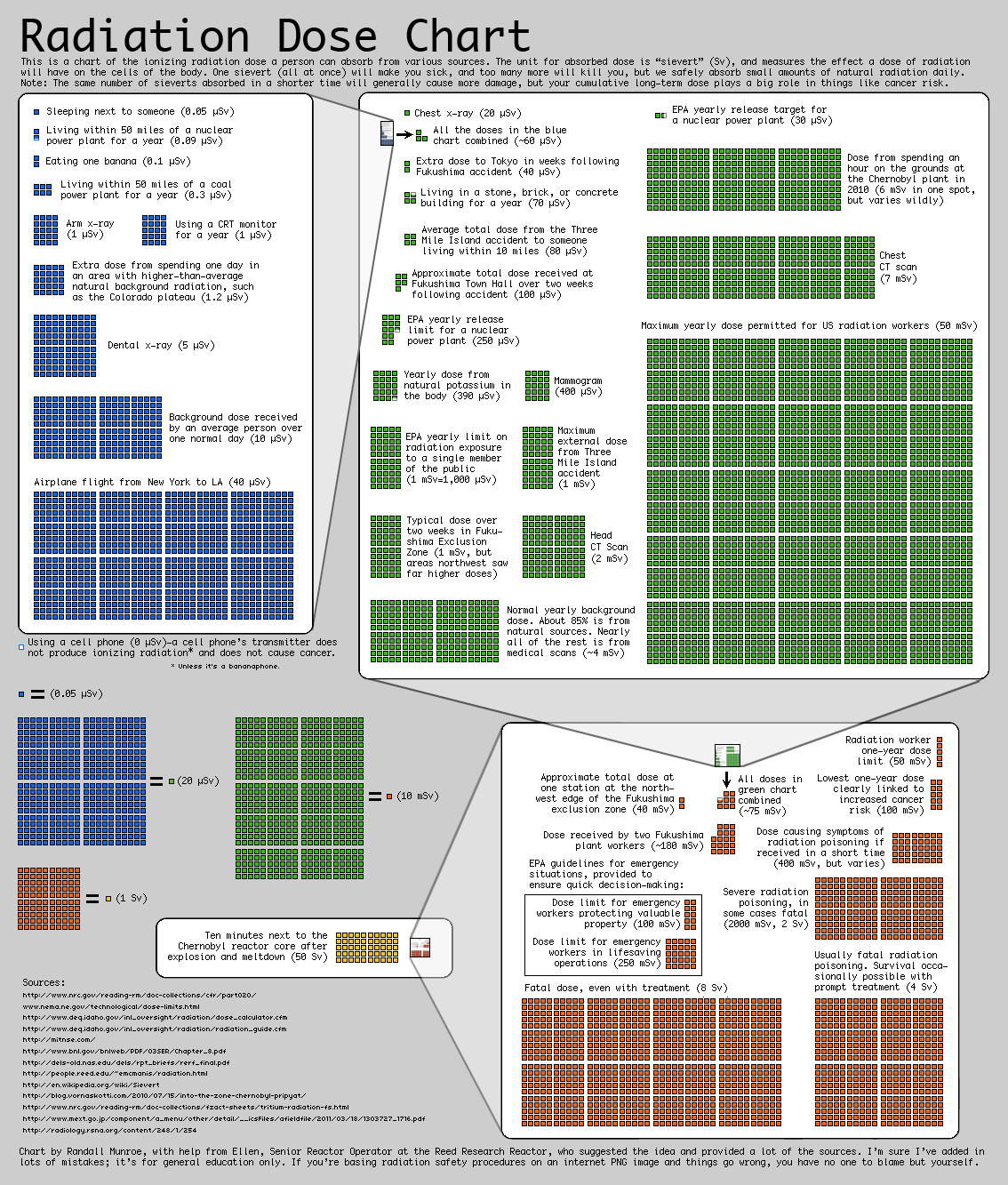
Porównanie dawek promieniowania,
od przyjmowanych na co dzień po śmiertelne (w siwertach)

W październiku 2008 r. Magazyn The New Yorker opublikował wywiad i „Cartoon Off” między Munroe i Farleyem Katzem, w którym każdy rysownik stworzył cztery humorystyczne karykatury.
Munroe prowadzi bloga zatytułowanego What If?, w którym odpowiada na pytania wysłane przez fanów. Te pytania są zwykle absurdalne i związane z matematyką lub fizyką. Randall odpowiada na nie za pomocą swojej własnej wiedzy i różnych źródeł naukowych. W roku 2014 opublikował kilka z nich, a także kilka nowych i kilka odrzuconych pytań w książce What if? A co gdyby? Naukowe odpowiedzi na absurdalne i hipotetyczne pytania. Książka ukazała się także w Polsce, nakładem wydawnictwa Czarna Owca.
W odpowiedzi na obawy dotyczące radioaktywności wywołanej katastrofą nuklearną w Fukushimie w 2011 r. i aby zaradzić temu, co określił jako „mylące” informowanie o promieniowaniu w mediach, Munroe stworzył wykres porównywalnych poziomów narażenia na promieniowanie. Wykres został szybko przyjęty przez drukarzy i dziennikarzy internetowych w kilku krajach, w tym powiązanych przez pisarzy online dla The Guardian i The New York Times. W odpowiedzi na prośby o pozwolenie na przedruk mapy i przetłumaczenie jej na język japoński Munroe umieścił ją w domenie publicznej, ale zażądał wyraźnego stwierdzenia jego nieeksperckiego statusu w każdym przedruku.
Munroe opublikował w październiku 2013 r. komiks xkcd dotyczący wydawnictw naukowych i otwartego dostępu w Science w październiku 2013 roku.
W maju 2014 roku wystąpił na konferencji TED.
Książka Munroe Thing Explainer, ogłoszona w maju 2015 r. i opublikowana pod koniec 2015 roku, wyjaśnia rozmaite skomplikowane pojęcia z wykorzystaniem tylko 1000 najpopularniejszych słów w języku angielskim. Wydawca książki, Houghton Mifflin Harcourt, widział te ilustracje jako potencjalnie przydatne w podręcznikach i ogłosił w marcu 2016, że kolejne edycje podręczników chemii, biologii i fizyki w szkole średniej będą zawierały wybrane rysunki i towarzyszący mu tekst z Thing Explainer. W Polsce książka ukazała się nakładem Czarnej Owcy pod tytułem Tłumacz Rzeczy.

## Wpływ
We wrześniu 2013 r. Munroe ogłosił, że grupa czytelników xkcd złożyła nazwisko Randalla jako kandydata na zmianę nazwy asteroidy (4942) 1987 DU6 na (4942) Munroe. Nazwa została zaakceptowana przez Międzynarodową Unię Astronomiczną.

## Życie osobiste
Od maja 2008 r. Munroe mieszka w Somerville w stanie Massachusetts.
W październiku 2010 roku jego narzeczona rozpoznała u siebie raka piersi; nie miało to miejsca wcześniej w historii jej rodziny. Emocjonalny efekt choroby został opisany w odcinku xkcd Emotion, wydanym 18 miesięcy później w kwietniu 2012 roku. We wrześniu 2011 r. Randall ogłosił, że pobrali się.
Jego zainteresowania obejmują fotografię latawcową, w której kamery są przymocowane do latawców, a zdjęcia są następnie robione z gruntu lub budynków.

## Publikacje
- xkcd: volume 0, BreadPig, 2009 ISBN 978-0-61531446-4.
- What if? A co gdyby?, Czarna Owca, 2014, ISBN 978-1-84854957-9.
- Tłumacz rzeczy, Czarna Owca, 2015, ISBN 978-0-54466825-6.
- How To: Absurd Scientific Advice for Common Real-World Problems, Riverhead Books, 2019, ISBN 978-0525537090.